# Sněhulák

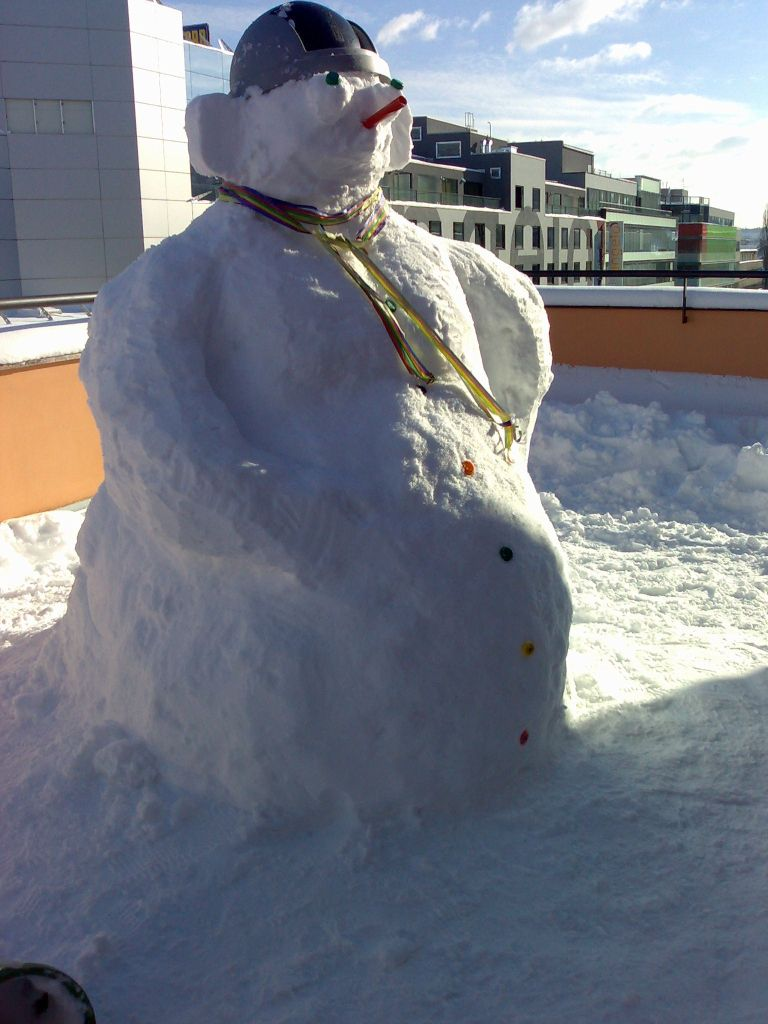
Sněhulák na terase budovy

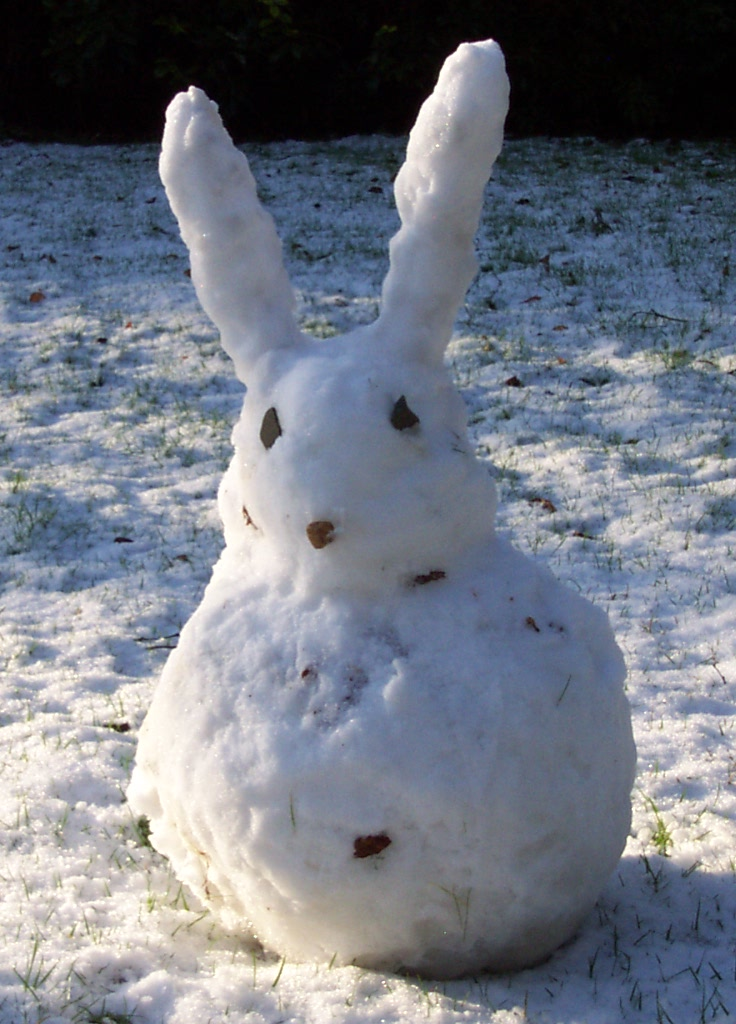
Sněhulák nemusí vždy symbolizovat lidskou postavu, zde např. v podobě králíka

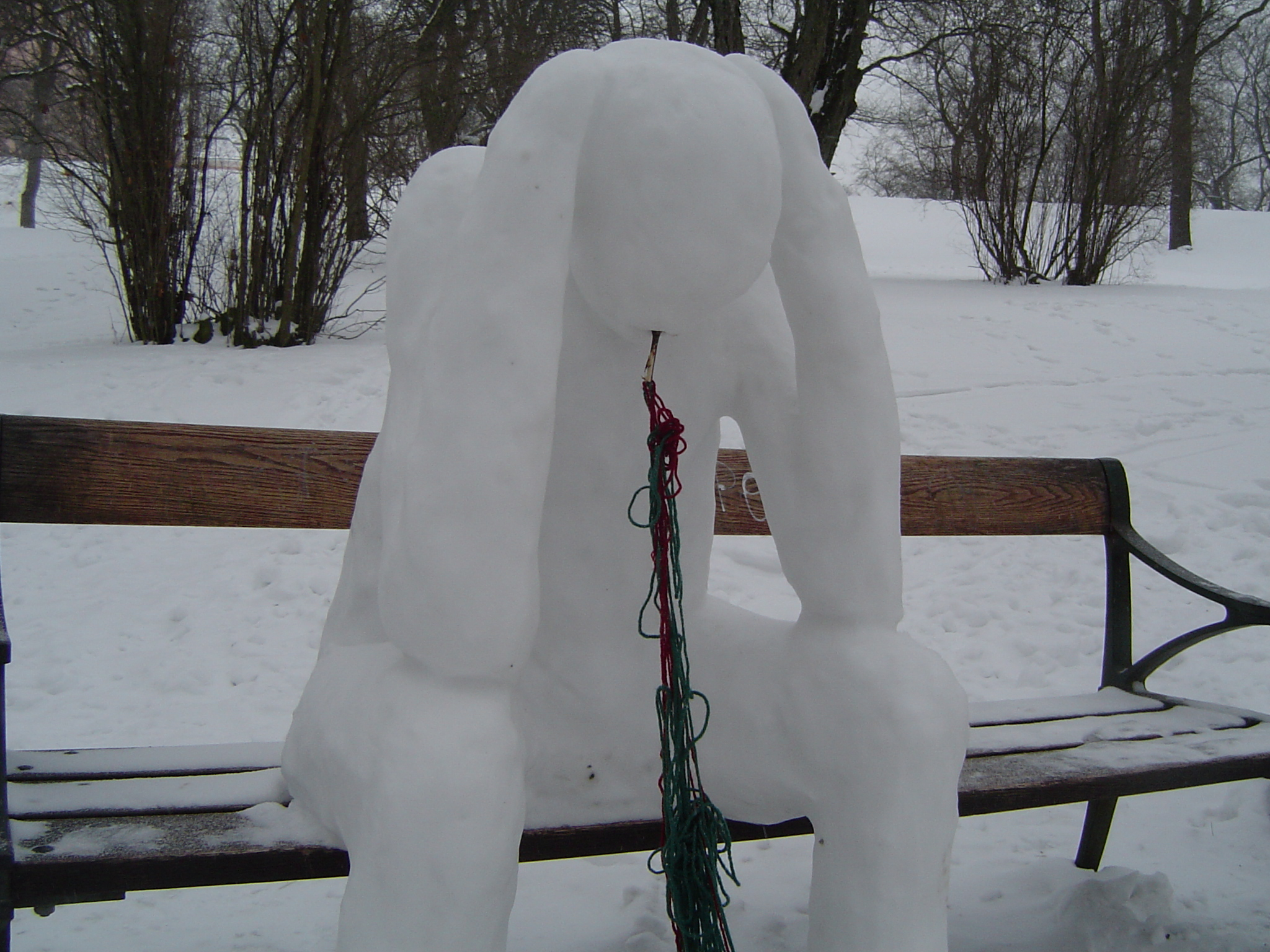
Atypický sněhulák – postava sedící na lavičce

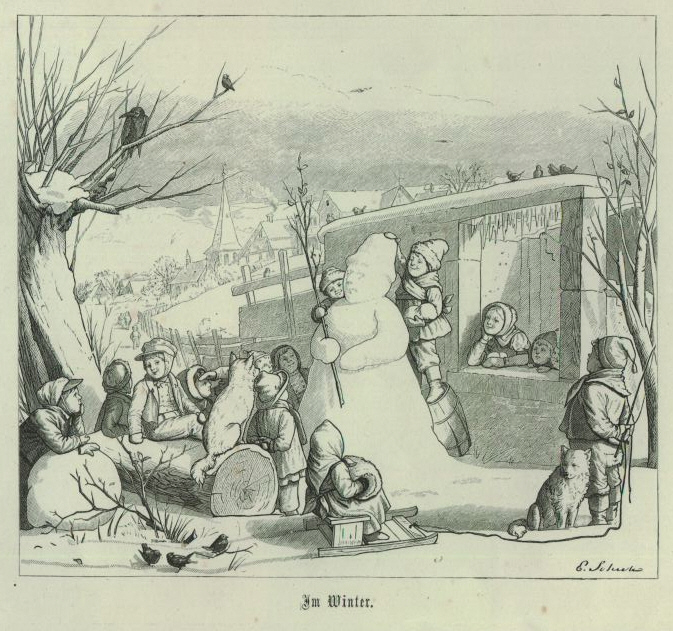
Ilustrace ke knize pro děti Die Welt im Kleinen z roku 1867

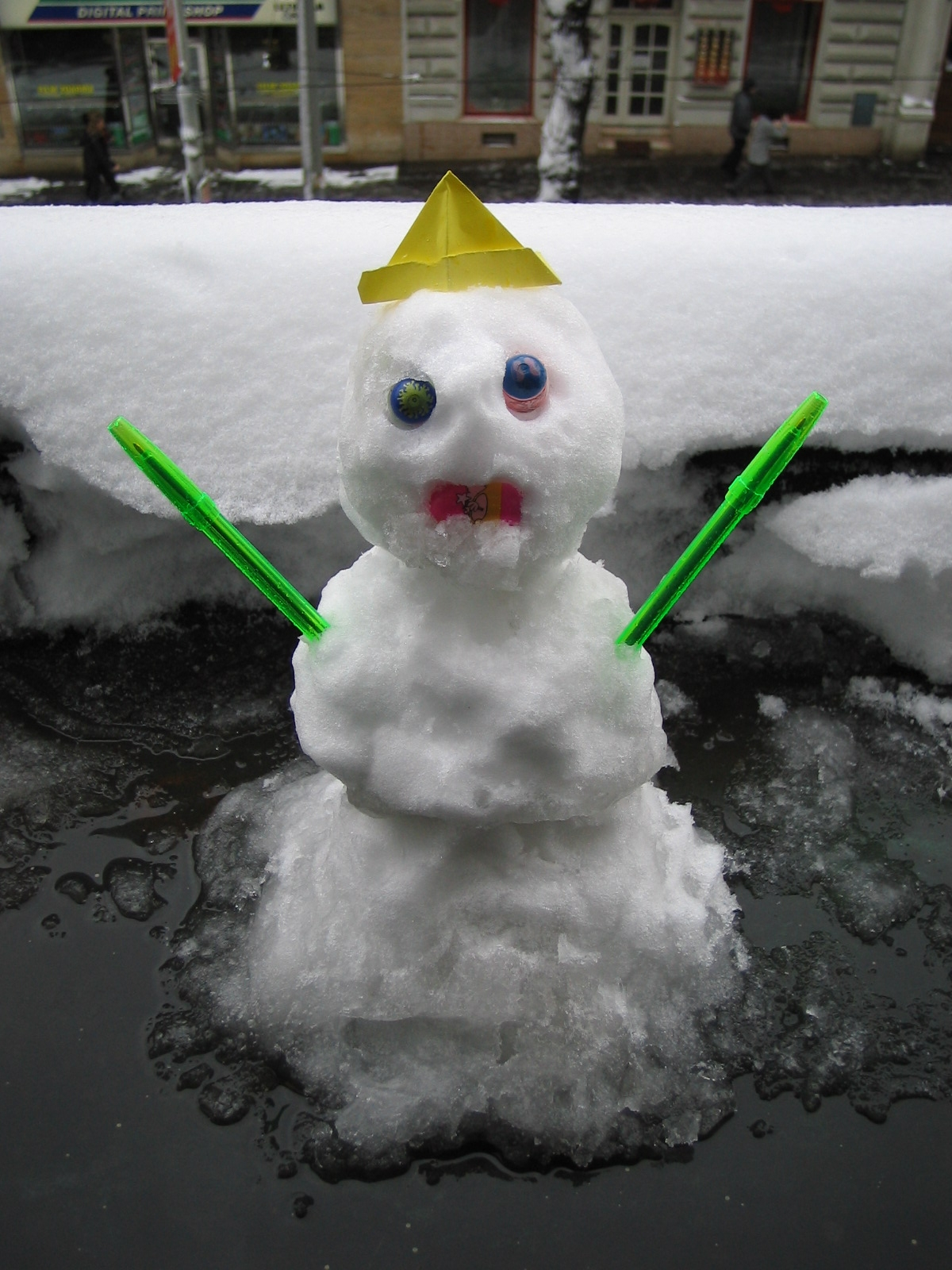
Tající sněhulák na okenní římse

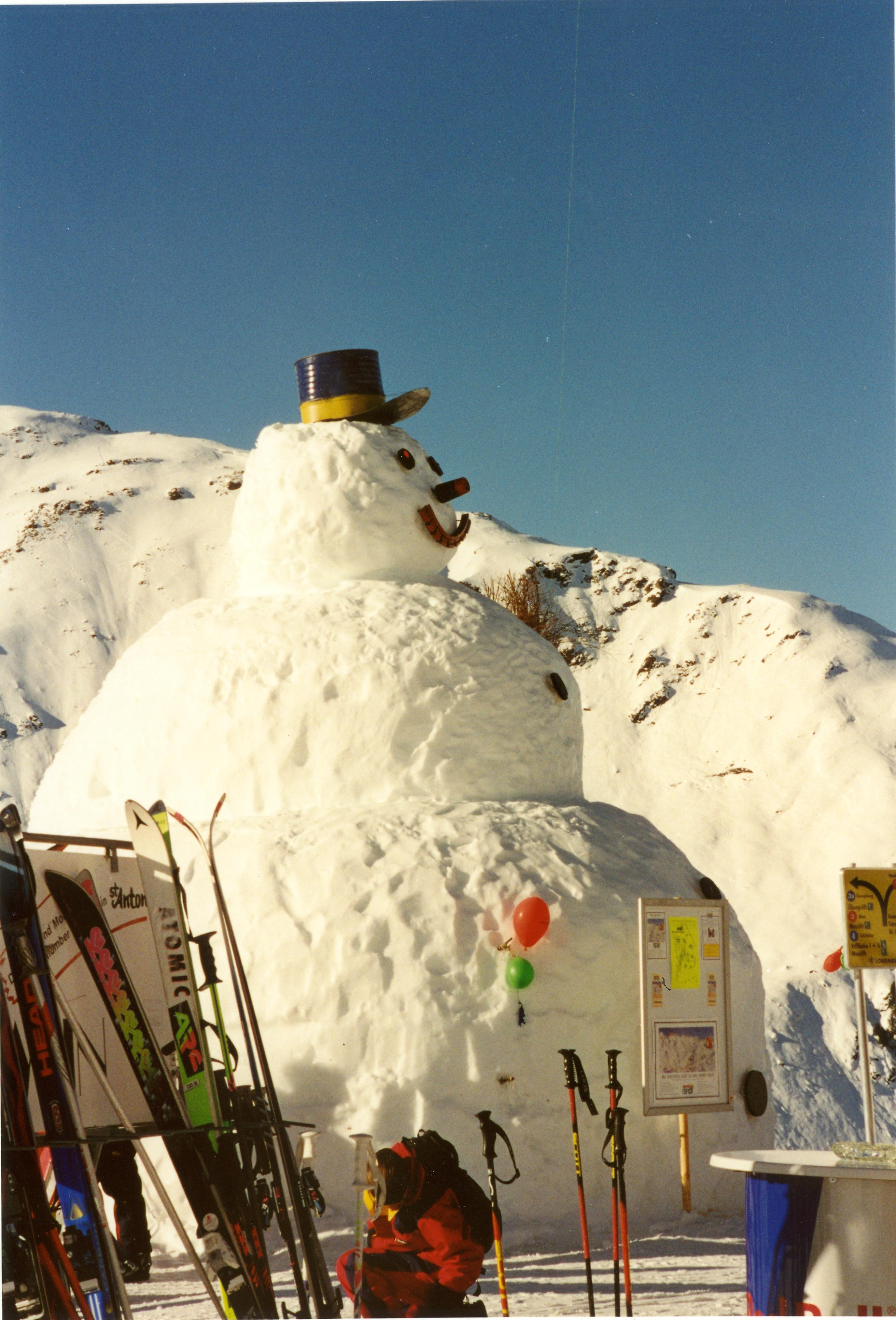
Obří sněhulák v horském středisku St. Anton am Alberg

Sněhulák je figura vytvořená ze sněhu, která obvykle zobrazuje stylizovanou lidskou postavu. Obvykle
tvoří sněhuláka tři sněhové koule různé velikosti, které jsou poskládány na sebe. Největší sněhová koule je na zemi a tvoří nohy sněhuláka, nejmenší koule je na vrcholu a představuje hlavu. Obličej sněhuláka (ústa a oči) většinou tvoří tmavé kamínky nebo kousky uhlí, mrkev představuje nos. Někdy se připojují z boku dvě menší koule jako ruce. Na hlavu sněhuláka se pokládá starý hrnec jako klobouk, do stylizované ruky se vkládá pometlo nebo koště. Někdy se kolem krku sněhuláka uvazuje šála. Sněhulák může být velmi malý nebo může dosahovat velikosti i několika metrů. Závisí to na velikosti a počtu sněhových koulí.

## Stavba
Základní kostra se zpravidla skládá ze tří (ale např. v Japonsku či Spojeném království je zvykem stavět pouze ze dvou) uválených či uhnětených koulí, z nichž spodní – největší – představuje nohy, prostřední trup a vrchní – nejmenší – pak hlavu. Někdy bývají spodní dvě koule ještě dodatečně oblepovány dalším sněhem, aby byl vytvořen dojem jednolitého těla. Sněhulák může mít i ruce, vytvořené z menších sněhových koulí, resp. válců – ty se přilepují po stranách v horní třetině střední koule. Někdy se pro vyztužení spoje používají klacky nebo násada protažená skrz celé tělo. Taktéž se někdy přilepují uši nebo rohy.
Druhým možným postupem stavby sněhuláka je jeho postupné modelování z hromady sněhu, podobně jako sochař postupně opracovává materiál. Tohoto postupu se většinou využívá při stavbách sněhuláků větších rozměrů, nebo když je již daná hromada k dispozici (např. odfrézovaný sníh) a není proto nutné válet koule.

## Dekorace
Vlastní holou stavbu je posléze možné dekorovat různými doplňky, mezi základní patří:
- nos (většinou mrkev nebo klacík, též uhlík, kousek uhlí či kámen)
- oči (uhlí, uhlíky nebo kameny)
- ústa (řada kousků uhlí, uhlíků či kamenů nebo vhodně formovaný klacík)
- knoflíky (řada kousků uhlí, uhlíků, kamenů či nakrátko nalámaných větévek)

Podle dostupnosti materiálu patří mezi další výbavu ještě:
- pokrývka hlavy (obvykle hrnec, též květináč, starý slamák nebo jiný klobouk)
- koště (skutečné nebo vymodelované z větví či roští)
- šála (skutečná či suplovaná kusem hadru)

V posledních letech se rozmohlo i netradiční dekorování láhví v ruce, cigaretou v ústech, či dotváření základní stavby intimními doplňky (prsy, penis).

## Historie
Stavění sněhuláků patří mezi poměrně staré tradice, nicméně kdy přesně lidé začali stavět skulptury ze sněhu, je však zcela neznámo. První písemné zmínky o sněhulácích lze nalézt už v 16. století, a to přímo u Shakespeara.
Sněhulák byl zpopularizován v průběhu 18. století. V roce 1770 se v jedné knížce pro děti vydané v Lipsku poprvé objevuje jeho název (Schneemann). Pravděpodobně nejstarší vyobrazení sněhuláka je na mědirytině Daniela Chodowieckého, kde je znázorněn jako personifikace zimy a třeskutého mrazu, maje přitom hrozivý výraz ve tváři a koště v ruce.
V 19. století se pozvolna začal měnit přístup lidí k zimě, která již neznamenala jen čas strádání, a sněhulák se tak ve vyobrazeních tohoto ročního období objevuje výrazně častěji. V této době také získal vizáž „normálního člověka“, svůj charakteristický tvar a přívětivý výraz. Stal se oblíbenou dětskou zábavou a motivem ilustrací pro děti.
Zdá se, že obraz přátelského symbolu zimy ovlivnila koncem 19. století i rostoucí popularita vánočních pohlednic a novoročenek, na nichž byl často umístěn. Po roce 1900 se začal objevovat také jako figurka na vánočním stromečku a později začal být také využíván k reklamním a propagačním účelům.
Dnes se sněhulák zcela běžně vyskytuje ve všemožných oblastech kultury a komerce.

## V kultuře
Sněhulák, či jiné postavy z něj odvozené, se vyskytuje v různých oblastech kultury:
Ve filmu:
- Jack Frost – americký rodinný film z roku 1998 s Michaelem Keatonem v titulní roli – otec se rok po autonehodě, při níž zahynul, vrací ke svému synovi v podobě sněhuláka, aby stačil napravit jejich vztah dříve, než roztaje
- Jack Frost – americký horor z roku 1996 – sériový vrah zemře, ale vrací se v podobě sněhuláka
- Bouli – francouzský animovaný seriál o dobrodružstvích malých sněhuláků v zemi kouzel
- Sněhulák – krátký animovaný film Dianne Jacksonové z roku 1982 natočený na motivy stejnojmenné knihy Raymonda Briggse; v roce 1983 nominován na Oscara v kategorii Nejlepší krátký animovaný film
- Der Schneemann – německý krátký animovaný film z roku 1944 – sněhulák objeví v kalendáři měsíc červenec, zavře se tedy do ledničky, aby do něj přečkal a mohl ho zažít
- Rave Master – manga; jedna z postav – Plue – se podobá sněhulákovi
- Snowboarďáci – podtitulem filmu je „Mrtvej sněhulák, dobrej sněhulák“ – systematické ničení sněhuláků terénním automobilem je zábavou Milana (bratrance Jáchyma, jedné z hlavních postav filmu), na níž jednou doplatí

V hudbě:
- Frosty the Snowman – Píseň z roku 1950, kterou poprvé nazpíval Gene Autry. Vypráví o sněhulákovi, který obživl.

V literatuře:
- Sněhulák – knížka pro děti britského spisovatele Raymonda Briggse z roku 1978
- Záhada čínského hřebíku – detektivní román Roberta van Gulika v němž hraje sněhulák poměrně významnou úlohu

Ve výtvarném umění:
- často se objevuje na obrazech a kresbách Josefa Lady
- Calvin a Hobbes – strip; Calvinovo nešikovné stavění sněhuláka je námětem mnoha dílů
- Peanuts – strip; stavba sněhuláka patří mezi trvalé projekty Charlieho Browna a Linuse Van Pelta

V užitém umění:
- v roce 1976 byl sněhulák v typickém tyrolském klobouku nazvaný Schneemandl maskotem Zimních olympijských her v Innsbrucku.

## Zajímavosti
Největší sněhulák v Česku byl postaven ve dnech 2. – 5. března 2005 v Dlouhé Třebové. Měřil na výšku 8,52 m (s kloboukem pak 9,85 m), měl 1,8 m dlouhý nos a 16 m dlouhou šálu. Na jeho stavbě se podílelo 30 lidí za pomoci lehké a těžké mechanizace (bagr, autojeřáb), lešení, bednění a nástrojů jako sekera či motyka.  Tento sněhulák pokořil jinou rekordní stavbu, která vznikla krátce předtím: 1. – 3. února 2005 vybudovali odsouzení z protidrogové zóny ve věznici Kynšperk nad Ohří. Byl vysoký 4 m s rozpětím rukou 4,4 m.
Pravděpodobně největší sněhulák na světě – Angus, King of the Mountain (pojmenovaný na počest tehdejšího guvernéra státu Maine Anguse Kinga) – byl postaven v únoru 1999 z téměř 5700 m3 sněhu v americkém Bethelu (Maine), měřil přes 34,5 m, vážil přes 4000 tun a byl zapsán do Guinnessovy knihy světových rekordů.
Nový nejvyšší sněhulák světa - Sněhulačka Olympia - byla postavena v únoru 2008 obyvateli z amerického Bethelu (Maine), kteří tak překonali svůj dřívější rekord. Sněhulák měřil 37,21 m. Stavba trvala měsíc. Soustředné kruhy, které tvořily tělo, byly uplácané z 5890 tun sněhu, které zvedaly jeřáby až do výšky 35 metrů. Ruce tvořily dva devítimetrové smrky, řasy byly složeny ze šestnácti lyží, oči byly z obřích vánočních věnců, nos byl dlouhý 2,5 m a ústa tvořilo pět pneumatik.
V Litvě říkají sněhulákům „bytost bez mozku“. Tohoto faktu bylo využito v zimě 2005, kdy Litevci na znamení protestu proti tehdejší vládě postavili 141 sněhuláků (jeden pro každého poslance) poblíž parlamentu.
V ruštině se sněhulák řekne Сне́жная ба́ба [Sněžnaja baba] – sněhová bába, ve francouzštině Bonhomme de neige – sněhový dobrák, v japonštině 雪だるま (Yuki Daruma) — Daruma ze sněhu, v polštině pak Bałwan, což je zároveň výraz pro „troubu“ (hloupou osobu).
Unicode má pro sněhuláka speciální znak ☃ (U+2603).
Začátkem roku 2015 se jistý saúdský islámský klerik vyslovil pro zákaz stavby sněhuláků a neváhal vyhlásit fatvu, jelikož prý sněhuláci podporují chtíč a nevhodné emoce.